# The Laramie Project
The Laramie Project (även känd i Sverige som Mordet på Matthew Shepard) är en dramafilm från 2002 drama skriven och regisserad av Moisés Kaufman med bland andra Christina Ricci. Filmen bygger på pjäsen med samma namn.

## Medverkande
- Nestor Carbonell – Moisés Kaufman
- Christina Ricci – Romaine Patterson
- Dylan Baker – Rulon Stacey
- Terry Kinney – Dennis Shepard
- Lou Ann Wright – Judy Shepard
- Mark Webber – Aaron McKinney
- Laura Linney – Sherry Johnson
- Peter Fonda – Dr. Cantway
- Jeremy Davies – Jedadiah Schultz
- Camryn Manheim – Rebecca Hillicker
- Andy Paris – Stephen Belber
- Grant Varjas – Greg Pierotti
- Kelli Simpkins – Leigh Fondakowski
- Clea DuVall – Amanda Gronich
- James Murtaugh – Reverend Fred Phelps
- Frances Sternhagen – Marge Murray
- Michael Emerson – Reverend
- Summer Phoenix – Jen Malmskog
- Margo Martindale – Trish Steger
- Steve Buscemi – Doc O'Connor
- Greg Pierotti – Jon Peacock
- Janeane Garofalo – Catherine Connolly
- John McAdams – Jonas Slonaker
- Joshua Jackson – Matt Galloway
- Ben Foster – Aaron Kreifels
- Amy Madigan – Officer Reggie Flutty
- Tom Bower – Father Roger Schmit
- Clancy Brown – Rob Debree
- Kathleen Chalfant – Female Rancher
- Bill Irwin – Harry Woods
- Lois Smith – Lucy Thompson